# 猎狼者
《猎狼者》是2021年首播的中国大陆电视剧，由曹盾、高翔执导，秦昊、尹昉、黄子星等主演。

## 演员列表

### 主要演员
| 演员 | 角色 | 介绍                                                                      |
| 秦昊 | 魏疆 | 冬山林區森林警察护林員。 因老搭档赵诚掩护他而牺牲后，沉沦五年，无法自拔。 |
| 尹昉 | 秦川 | 新人森林警察，警校优秀毕业生，怀有崇高理想。                              |

### 演员
| 演员     | 角色      | 介绍 |
| 姬他     | 赵诚      | 森林警察，因掩护魏疆而牺牲。                                                                             |
| 曲栅栅   | 丁洁      | 赵诚的爱人，开面馆。                                                                                     |
| 黄子星   | 赛娜      | 出身于游牧民族的牧民，边境巡防员。花翻子的妹妹。                                                         |
| 沈佳妮   | 花翻子    | 原本是高原上一个普通的女孩，她和妹妹赛娜一起长大。为了所爱的人，抛弃了自己的过去，走上了无尽的复仇之路。 |
| 韩朴俊   | 伊萨克    | 牧民，魏疆朋友。                                                                                         |
| 洛桑群培 | 努尔      | 牧民，魏疆朋友。                                                                                         |
| 郑伟     | 夏提      | 牧民，魏疆朋友。                                                                                         |
| 曲高位   | 孙海洋    | 冬山林區派出所所長，以前是赵诚魏疆的部下。                                                               |
| 周德华   | 王光明    | 南河派出所所長，以前是赵诚魏疆的部下。                                                                   |
| 尹铸胜   | 毒鹞子    | 盗猎者首领，极少露面，狼子老大。                                                                         |
| 赵魏     | 三狼 刀子 | 擅长用刀，冷血暴躁，对谋划不感兴趣，做事没有耐心，喜欢直接和对手正面对战。                               |
| 隋咏良   | 五狼 狐狸 | 盗猎份子。参加盗猎组织为了赚钱，对钱极其执着。                                                           |
| 余皑磊   | 六狼 周炀 | 绰号“六子”，个性冷静，擅长伪装。是整个狼子团队的智囊。                                                   |
| 何晨     | 七狼 巴图 | 体格壮硕，耿直憨傻，但野外生存能力强，心思细腻。                                                         |